# Bridges to Babylon
《Bridges to Babylon》은 영국의 록 밴드 롤링 스톤스가 1997년 9월 29일에 발매한 스물한 번째 영국, 스물세 번째 미국 스튜디오 음반이다. 이 음반은 2005년 《A Bigger Bang》까지 신곡의 마지막 정규 음반이었다. 바이닐과 싱글 CD에 더블 음반으로 발매된 이 음반은 1년 동안 지속된 전 세계 Bridges to Babylon Tour의 지원을 받아 큰 성공을 거두었다.
보컬리스트 믹 재거와 기타리스트 키스 리처즈의 프로듀싱과 작사가 팀이 단일 프로듀서와 함께 공동 프로듀싱한 이전 음반들과는 달리, 이 그룹은 더스트 브라더스, 돈 워스, 롭 프라보니 등 슈퍼스타 프로듀서들의 다양한 조합을 가져왔다. 마찬가지로 밴드 멤버 재거, 리처즈, 로니 우드 (기타), 찰리 와츠 (드럼)와 함께 트랙마다 다양한 게스트 뮤지션이 등장했다. 이 널찍한 음반은 표준 블루스 록, 샘플로 가득 찬 힙합, 랩 등 다양한 장르의 음악을 특징으로 한다. 10년 전, 이 밴드는 음반 녹음 중에 다시 한 번 말하는 사이가 아니었다. 재거와 리처즈는 각자 자신의 부분을 따로 녹음했고 스튜디오에 함께 거의 나타나지 않았다. 하지만 그들은 음반 지원을 위해 아주 성공적인 투어를 시작할 만큼 관계를 잘 회복했다.
비평가들은 이 음반에 대해 엇갈린 평가를 했지만, 이 음반은 잘 팔리면서 많은 시장에서 플래티넘이나 골드에 도달했고, 전세계적인 톱 40 싱글 〈Anybody Seen My Baby?〉를 프로듀싱을 했다.

## 배경 및 녹음
1994년과 1995년의 Voodoo Lounge Tour와 《Stripped》 프로젝트에 이어, 롤링 스톤스는 1996년 여름 믹 재거와 키스 리처즈가 함께 신곡을 작곡하기 시작하기에 앞서 잠시 휴식을 취했다. 또 다른 쓰기 세션은 1997년 1월, 바베이도스에서 열렸다.
1997년 3월, 밴드는 오션 웨이 스튜디오에서 녹음 세션을 시작하기 위해 로스앤젤레스에 도착했다. 고립된 섬에서 많은 음반을 녹음한 후, 대도시에서 일하는 것은 이 밴드의 다양한 음악가 친구들의 기부를 허용했다. 《Bridges to Babylon》은 7월까지 녹음되었으며, 4개월간의 제작으로 수년 동안 가장 간결한 녹음 기간 중 하나가 되었다. 리처즈가 아침까지 피곤해질 때까지 밤샘이 잦았다.

## 커버 아트
롤링 스톤스가 슈테판 자그마이스터를 이 음반의 예술감독으로 선정하자, 재거는 그에게 대영박물관에 전시된 바빌로니아 미술에서 영감을 얻으라고 말했다. 자그마이스터는 인간의 머리와 수염을 가진 사자를 형상화한 라마수 조각품에 가장 감명받았고, 아티스트 케빈 머피에게 비슷한 아시리아사자를 공격 자세로 그리도록 의뢰했다. 《Bridges to Babylon》의 처음 백만 유닛은 특수 제작된 파일리 나무 전표 케이스에 싸여 있었는데, 이것은 사자가 디자인에 끼워져 있는 듯한 인상을 주었다. 커버의 사막 배경은 책자 전체로 확대되어 Bridges to Babylon Tour 무대 디자인의 기초가 되는 폐허를 특징으로 했다.

## 발매 및 평가
| 평가 점수            | 평가 점수 |
| 출처                 | 점수      |
| -------------------- | --------- |
| AllMusic             | [ 4 ]     |
| Rolling Stone        | [ 5 ]     |
| Entertainment Weekly | B         |
| NME                  | 7/10      |

리처즈의 전례 없는 3개의 솔로 보컬이 수록된 《Bridges to Babylon》은 엇갈린 리뷰로 발표되었다. 1997년 11월, 미국 음반 산업 협회로부터 플래티넘 인증을 받은 영국 6위, 프랑스 2위, 미국 3위에 올랐다. 2010년 1월, 현재 《Bridges to Babylon》은 미국에서 110만장이 팔렸다. 더 많은 싱글 〈Saint of Me〉와 콘서트 주식 〈Out of Control〉도 마이너 히트였다.
롤링 스톤스는 이때쯤 순회 현상이 되어 있었다. 1997년의 Bridges to Babylon Tour는 108개의 쇼로 구성되어 있으며, U2의 PopMart Tour와 비슷한 것을 만드는 것을 목표로 한 정교한 무대 디자인 재거를 가지고 있다.
2009년에는 유니버설 뮤직 그룹에서 《Bridges to Babylon》을 리마스터드하여 재발행하였다.

## 곡 목록
모든 곡들은 특별한 언급이 없는 한 믹 재거와 키스 리처즈에 의해 작사/작곡하였다.
| #   | 제목                          | 작사·작곡                      | 재생 시간 |
| --- | ----------------------------- | ------------------------------ | --------- |
| 1.  | 〈Flip the Switch〉           |                                | 3:28      |
| 2.  | 〈Anybody Seen My Baby?〉     | 재거, 리처즈, k.d. 랭, 벤 밍크 | 4:31      |
| 3.  | 〈Low Down〉                  |                                | 4:26      |
| 4.  | 〈Already Over Me〉           |                                | 5:24      |
| 5.  | 〈Gunface〉                   |                                | 5:02      |
| 6.  | 〈You Don't Have to Mean It〉 |                                | 3:44      |
| 7.  | 〈Out of Control〉            |                                | 4:43      |
| 8.  | 〈Saint of Me〉               |                                | 5:15      |
| 9.  | 〈Might as Well Get Juiced〉  |                                | 5:23      |
| 10. | 〈Always Suffering〉          |                                | 4:43      |
| 11. | 〈Too Tight〉                 |                                | 3:33      |
| 12. | 〈Thief in the Night〉        | 재거, 리처즈, 피에르 드 뷰포트 | 5:15      |
| 13. | 〈How Can I Stop〉            |                                | 6:53      |

## 인증
| 국가                                                  | 인증     | 판매량/출하량 |
| ----------------------------------------------------- | -------- | ------------- |
| 아르헨티나 (CAPIF)                                    | 플래티넘 | 60,000^       |
| 오스트리아 (IFPI 오스트리아)                          | 플래티넘 | 50,000*       |
| 벨기에 (BEA)                                          | 골드     | 25,000*       |
| 캐나다 (뮤직 캐나다)                                  | 플래티넘 | 100,000^      |
| 프랑스 (SNEP)                                         | 2× 골드  | 200,000*      |
| 독일 (BVMI)                                           | 플래티넘 | 500,000^      |
| 이탈리아                                              | —        | 90,000        |
| 일본 (RIAJ)                                           | 플래티넘 | 200,000^      |
| 멕시코 (AMPROFON)                                     | 골드     | 50,000        |
| 네덜란드 (NVPI)                                       | 플래티넘 | 100,000^      |
| 노르웨이 (IFPI 노르웨이)                              | 골드     | 25,000*       |
| 폴란드 (ZPAV)                                         | 골드     | 50,000*       |
| 스페인 (PROMUSICAE)                                   | 플래티넘 | 100,000^      |
| 스웨덴 (GLF)                                          | 골드     | 40,000^       |
| 스위스 (IFPI 스위스)                                  | 플래티넘 | 50,000^       |
| 영국 (BPI)                                            | 골드     | 100,000^      |
| 미국 (RIAA)                                           | 플래티넘 | 1,160,000     |
| 요약                                                  |          |               |
| 유럽 (IFPI)                                           | 플래티넘 | 1,000,000*    |
| 전 세계                                               | —        | 3,500,000     |
| *판매량을 기반으로 한 인증 ^출하량을 기반으로 한 인증 |          |               |